# 布魯克萊克 (明尼蘇達州)
布魯克萊克（英語：Brook Lake）是位於美國明尼蘇達州貝爾特拉米縣的一個未組織地區。

## 地方資料
布魯克萊克的面積為94.00平方千米，當中陸地面積為65.60平方千米，而水域面積為28.40平方千米。根據2020年美國人口普查的數據，當地共有人口270人，而人口密度為每平方千米2.87人。